# Col des Champs
Il Col des Champs (2.080 m) è un valico alpino francese che unisce la valle del Var nel dipartimento delle Alpi dell'Alta Provenza e la valle del Verdon nel dipartimento delle Alpi Marittime. Collega le località di Colmars e di Saint-Martin-d'Entraunes. Con il Col de la Cayolle e il Col d'Allos fa parte di un circuito frequentato da molti ciclisti .

## Dettagli del percorso
La salita sul versante occidentale, da Colmars, è lunga 12.5 km, con un dislivello di 827 m (2 713 ft) m a un'inclinazione media del 6.6%. Le condizioni del manto stradale in alcuni tratti sono pessime (ad agosto 2016). Mentre alcune parti sono appena state riparate, altre sono in manutenzione, e in alcuni tratti ci sono buche profonde ricoperte da ghiaia. Su questo versante ci sono cartelli ad ogni chilometro indicanti l'altitudine, la distanza dal valico, la pendenza media del tratto successivo e il numero della strada (D2).
Partendo da Saint-Martin-d'Entraunes, la salita è lunga 16.5 km con un dislivello di 1 055 m (3 461 ft) m con una pendenza media del 6.4%. Il manto stradale è in buone condizioni e ad ogni chilometro c'è un cartello con l'indicazione dell'altitudine, la distanza dal valico e la distanza dalla prossima località.

## L'altezza esatta
La quota della vetta è comunemente considerata di 2.087 m, come indicato dal segnale stradale in vetta fino al 2013. L'attuale cartello riporta invece una quota di 2.080 m (vedere sotto). Una carta topografica   dell'Institut géographique national indica 2 088 m (6 850 ft) m al cartello e 2 089 m (6 854 ft) m ad una cinquantina di metri dal segnale stradale.

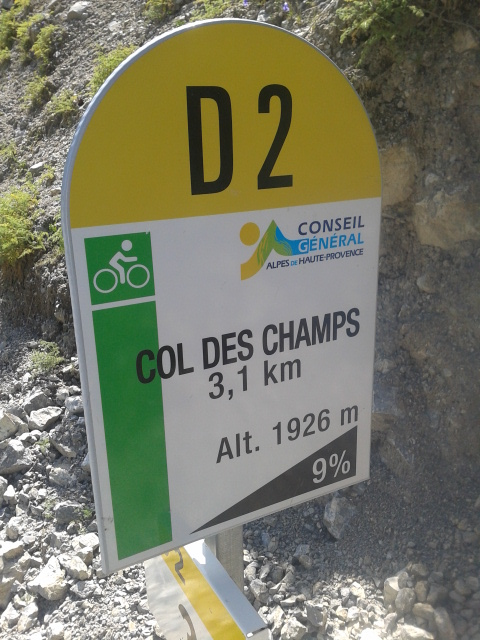
One of the mountain pass cycling milestones along the climb from Colmars
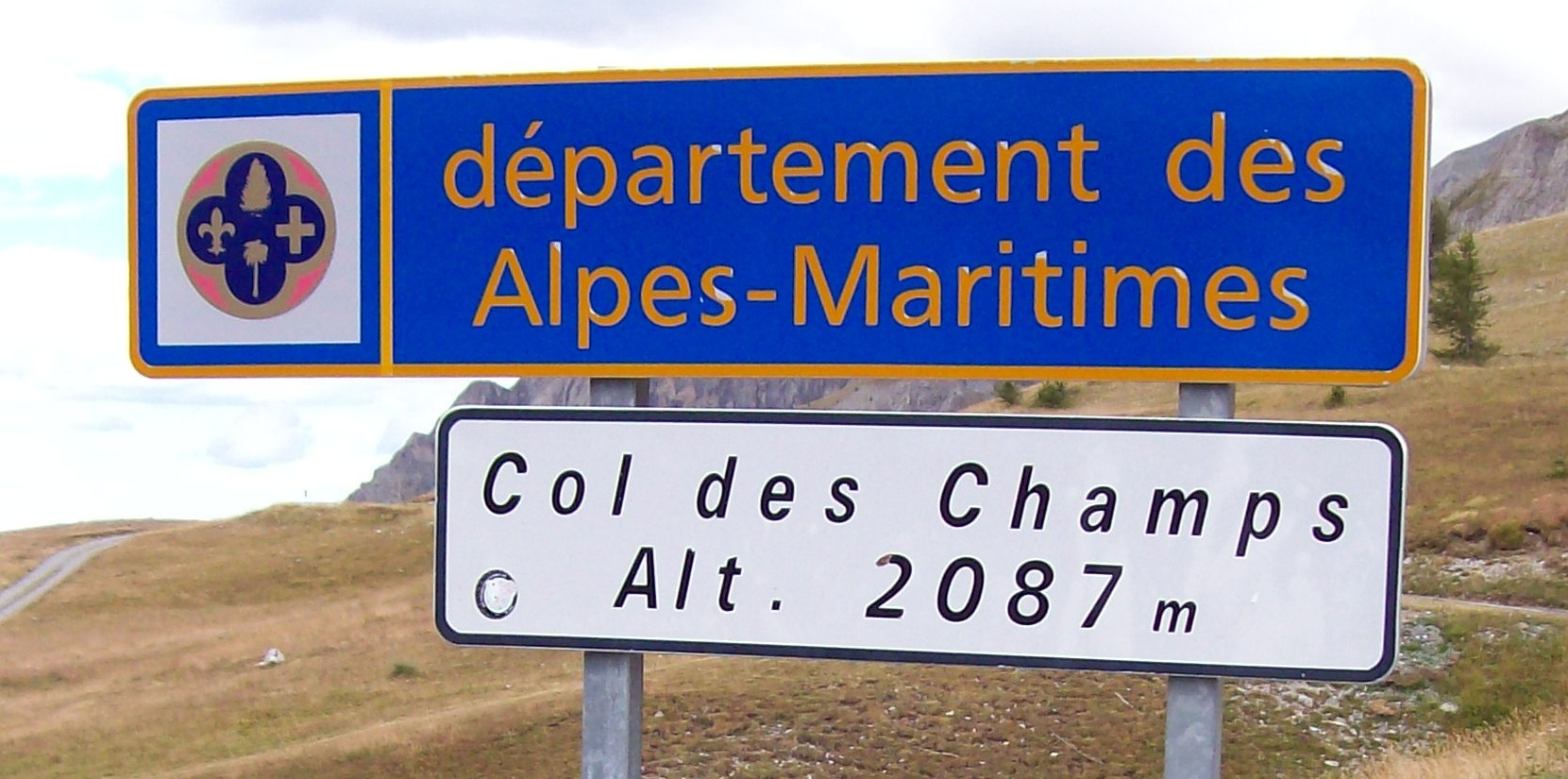
Signpost at the summit of the Col des Champs as of 2013
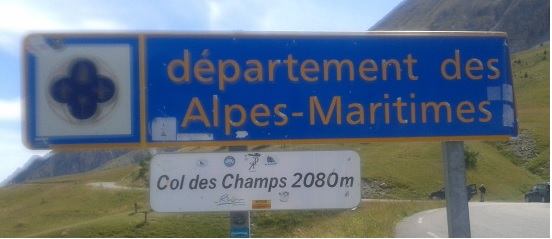
Signpost at the summit of the Col des Champs as of 2014